# Nodaria insipidalis
Nodaria insipidalis là một loài bướm đêm trong họ Noctuidae.